# 1971 en journalisme
Cet article présente les faits marquants de l'année 1971 en journalisme.

## Évènements
- Publication des Pentagon Papers.
- Publication de la Déclaration des droits et devoirs des journalistes, dite charte de Munich ou Déclaration de Munich, concernant la déontologie journalistique, établissant aux journalistes dix devoirs et cinq droits[1].

## Naissances

### Avril
- 3 avril : Shireen Abu Akleh, journaliste américano-palestinienne († 11 mai 2022).

### Mai
- 20 mai : Samuel Étienne, journaliste, animateur de télévision et de radio français.
- 24 mai : Elizabeth Sanderson, journaliste, pair et personnalité politique britannique.

### Juin
- 3 juin : Philippe Wamba, journaliste et écrivain afro-américain († 11 septembre 2002).

### Juillet
- 3 juillet : Julian Assange, journaliste, informaticien, cybermilitant et lanceur d'alerte australien. 19 juillet : Irina Kudesova, romancière, journaliste et traductrice franco-russe.

### Septembre
- 1er septembre : Sandra Muller, journaliste française, première femme à utiliser le #BalanceTonPorc.

### Octobre
- 2 octobre : Brent Renaud, journaliste, photographe et cinéaste américain († 13 mars 2022).

### Novembre
- 28 novembre : Pavel Cheremet, journaliste biélorusse († 20 juillet 2016).

### Décembre
- 4 décembre : Aymeric Caron, journaliste français.
- 26 décembre : Tatiana Sorokko, mannequin américain d'origine russe, journaliste de mode et collectionneuse de haute couture.
- 28 décembre : Thomas Cantaloube, journaliste français.